# Francesco Stianti
Francesco Stianti (Firenze, 1843 – San Casciano in Val di Pesa, 1927) è stato un tipografo italiano.
Iniziata l'attività di tipografo a Firenze nel 1888, nel 1892 fondò quella che sarebbe divenuta la Officine Grafiche Fratelli Stianti.